# ナセル・シャドリ
ナセル・シャドリ（Nacer Chadli, 1989年8月2日 - ）は、ベルギー王国リエージュ州リエージュ出身のサッカー選手。元ベルギー代表。ポジションはミッドフィールダー。
ナセル・チャドリと表記されることもある。

## クラブ経歴
スタンダール・リエージュやMVVマーストリヒトのユースチームでプレーし、2007年の夏、オランダのAGOVVアペルドールンに移籍した。同年、FCフォレンダム戦でプロ初ゴールを記録した。
2010年の夏、FCトゥウェンテに移籍した。8月6日、ローダJC戦でエールディヴィジデビューを果たした。10月30日、PSVアイントホーフェン戦で移籍後初ゴールを記録した。11月24日、インテルナツィオナーレ・ミラノ戦に出場し、UEFAチャンピオンズリーグ初出場を果たした。11月29日、トッテナム・ホットスパーFC戦でチャンピオンズリーグ初ゴールを記録。
2013年7月21日、移籍金700万ポンドでトゥウェンテとのクラブ間合意が報じられ、同月26日には個人条件でも合意に達しトッテナムへの移籍が成立した。トッテナムでは3シーズンで公式戦119試合に出場し、25ゴールを記録した。
2016年8月29日、移籍金1300万ポンドでウェスト・ブロムウィッチ・アルビオンFCへ移籍した。
2018年8月30日、ASモナコと3年契約を結んだ。
2019年8月11日、RSCアンデルレヒトに1年間の期限付き移籍が発表された。
2020年9月10日、イスタンブール・バシャクシェヒルと2年契約を結んだ。

## 代表経歴

### モロッコ代表
ベルギーとモロッコの国籍を持つことからどちらの代表でプレーするか決める必要があった。2010年11月にはモロッコ代表として親善試合北アイルランド代表戦に出場した。

### ベルギー代表
2011年1月28日、ベルギー代表としてプレーすることを発表し、2月9日、フィンランド代表戦で初キャップを記録した。2011年3月29日、UEFA EURO 2012予選のアゼルバイジャン代表戦で代表初ゴールを記録した。
2018 FIFAワールドカップではベスト16の日本戦、後半途中にマルアン・フェライニと共に起用され、2-2で迎えた後半アディショナルタイムに決勝点を決め、勝利に導いた。3位決定戦のイングランド戦では先発し、トーマス・ムニエの先制ゴールをアシストしたが、負傷で前半途中に交代を余儀なくされた。
UEFA EURO 2020では、準々決勝のイタリア戦で、試合終了後間際に投入されながら、すぐに負傷し、僅か3分で交代させられる屈辱を味わった。

## 人物
- モロッコにルーツを持つ。

## 所属クラブ
- AGOVVアペルドールン 2007-2010
- FCトゥウェンテ 2010-2013
- トッテナム・ホットスパーFC 2013-2016
- ウェスト・ブロムウィッチ・アルビオンFC 2016-2018
- ASモナコ 2018-2020
  -  RSCアンデルレヒト 2019-2020 (loan)
- イスタンブール・バシャクシェヒル 2020-

## 代表歴

### 出場大会
- モロッコ代表
- ベルギー代表
  - 2014 FIFAワールドカップ
  - 2018 FIFAワールドカップ

### 試合数
- 国際Aマッチ 1試合 0得点（モロッコ、2010年）[6]
- 国際Aマッチ 66試合 8得点（ベルギー、2011年-2021年）[6]

| モロッコ代表 | 国際Aマッチ | 国際Aマッチ |
| 年           | 出場        | 得点        |
| ------------ | ----------- | ----------- |
| 2010         | 1           | 0           |
| 通算         | 1           | 0           |

| ベルギー代表 | 国際Aマッチ | 国際Aマッチ |
| 年           | 出場        | 得点        |
| ------------ | ----------- | ----------- |
| 2011         | 6           | 1           |
| 2012         | 5           | 1           |
| 2013         | 7           | 0           |
| 2014         | 10          | 2           |
| 2015         | 3           | 0           |
| 2016         | 2           | 0           |
| 2017         | 9           | 1           |
| 2018         | 13          | 1           |
| 2019         | 4           | 2           |
| 2020         | 2           | 0           |
| 2021         | 5           | 0           |
| 通算         | 66          | 8           |

## タイトル
クラブ
FCトゥウェンテ
- KNVBカップ 2011